# 一体殿堂に何が起きたのか?

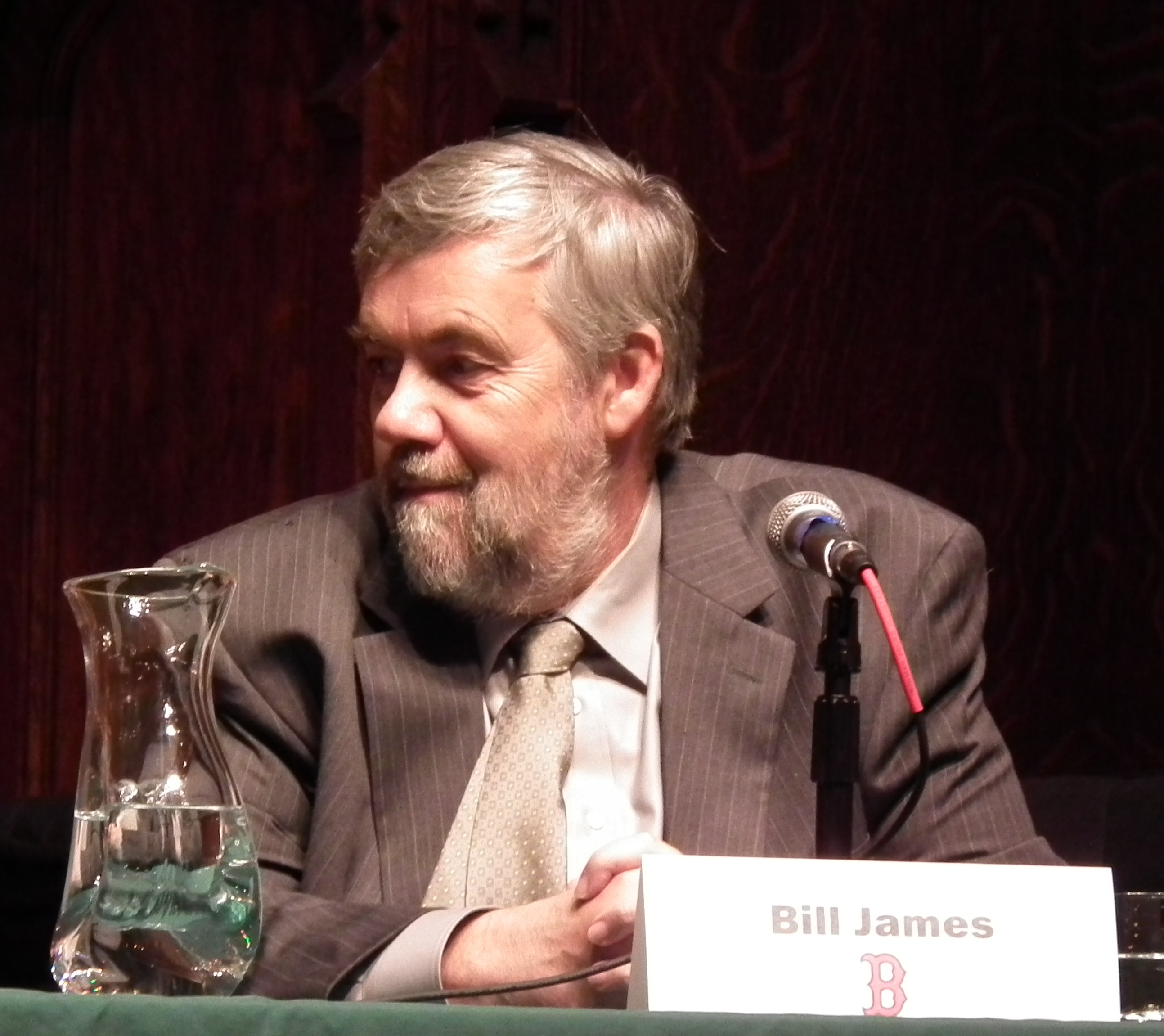
ビル・ジェームズ（2010年）

『一体殿堂に何が起きたのか?』（いったいでんどうになにがおきたのか、原題:Whatever Happened to the Hall of Fame?: Baseball, Cooperstown, and the Politics of Glory　「一体殿堂に何が起きたのか?：野球、クーパーズタウン、そして政治の栄光」）は、ビル・ジェームズによるアメリカ合衆国のノンフィクション書籍。

## 統計的手法
1994年5月2日にビル・ジェームズによって出版されたセイバーメトリクスの著作であり、アメリカ野球殿堂の歴史を取り上げている。ジェームズは殿堂入りメンバーに値するかを決定するために以下の統計的手法を用いている。ベテランズ委員会の選考プロセスに対して強い不満を述べている。

### 類似性スコア
選手の成績が似通う度合いを示す指標であり、特定の選手がどの歴史的な選手に最も類似しているかを調べ、将来の通算成績を予測していく。

### グレーインクテスト
各部門成績でどのくらいの頻度でリーグ10位以内に入ってきたかの尺度である。リーグ有数の番号は伝統的にグレーインクで表されているのでこのように命名された。殿堂入り打者の平均スコアは144前後であり、投手の平均スコアは185前後である。打者のトップはタイ・カッブの417であり、投手のトップはサイ・ヤングの472である。打者は本塁打、打点、打率で4ポイント、得点、安打、長打率で3ポイント、二塁打、四球、盗塁で2ポイント、試合、打数、三塁打で1ポイントが加算される。投手は勝利数、防御率、奪三振で4ポイント、投球回、勝率、セーブで3ポイント、完投、与四球率、被安打率で2ポイント、登板、先発、完封で1ポイント加算される。

### ブラックインクテスト
各部門成績でどのくらいの頻度でリーグ1位になったかの尺度である。リーグ1位は伝統的にブラックインクで表されているのでこのように命名された。各指標の加算ポイントはブラックインクテストと同じである。殿堂入り打者の平均スコアは27前後であり、投手の平均スコアは40前後である。打者のトップはベーブ・ルースの161であり、投手時代の10を加えた合計171で全体トップを記録している。

### 殿堂スタンダーズテスト
平均的な殿堂入り選手が50に設定され、最高が100となる。通算成績のみが評価基準となる。これまでの最高値は投手はクリスティ・マシューソンの84、野手はベーブ・ルースの78である。

### 殿堂モニターテスト
将来的な殿堂入りの可能性を予測する。100を超えると十分に可能性があり、130を超えるとほぼ殿堂入りが確実視されるレベルとなる。スタンダードテストと違うのは、突出したシーズン数やタイトル受賞・表彰歴、リーグチャンピオンシップシリーズ進出以上の成績を残したチームのレギュラーである事もプラス評価となる。これまでの最高値は投手はウォルター・ジョンソンの364、野手はスタン・ミュージアルの452である。
| 順位 | スコア | 選手名                     | 守備位置 | 備考                                             |
| ---- | ------ | -------------------------- | -------- | ------------------------------------------------ |
| 1    | 452    | スタン・ミュージアル       | 左翼手   | 候補1年目に得票率93%で選出                       |
| 2    | 445    | タイ・カッブ               | 中堅手   | 創設1年目に得票率98%で選出                       |
| 3    | 421    | ハンク・アーロン           | 右翼手   | 候補1年目に得票率98%で選出                       |
| 4    | 411    | ベーブ・ルース             | 右翼手   | 創設1年目に得票率95%で選出                       |
| 5    | 390    | アレックス・ロドリゲス     | 遊撃手   | 候補2年目は34％で落選                            |
| 6    | 376    | ウィリー・メイズ           | 中堅手   | 候補1年目に得票率95%で選出                       |
| 7    | 364    | ウォルター・ジョンソン     | 投手     | 創設1年目に得票率84%で選出                       |
| 7    | 354    | テッド・ウィリアムズ       | 左翼手   | 候補1年目に得票率93%で選出                       |
| 9    | 352    | ルー・ゲーリッグ           | 一塁手   | 病の進行による特別投票で選出、得票率は不明       |
| 10   | 350    | ロジャース・ホーンスビー   | 二塁手   | 候補5年目に得票率78%で選出                       |
| 11   | 340    | バリー・ボンズ             | 左翼手   | 候補10年目に得票率66%で落選、資格喪失            |
| 12   | 338    | サイ・ヤング               | 投手     | 創設2年目に得票率78%で選出                       |
| 13   | 337    | デレク・ジーター           | 遊撃手   | 候補1年目に得票率99%で選出                       |
| 14   | 334    | アルバート・プホルス       | 一塁手   | 2028年から候補者に加わる                         |
| 15   | 332    | ロジャー・クレメンス       | 投手     | 候補10年目に得票率65%で落選、資格喪失            |
| 16   | 331    | ランディ・ジョンソン       | 投手     | 候補1年目に得票率97%で選出                       |
| 17   | 314    | ジミー・フォックス         | 一塁手   | 候補7年目に得票率79%で選出                       |
| 18   | 313    | ホーナス・ワグナー         | 遊撃手   | 創設1年目に得票率95%で選出                       |
| 19   | 311    | ピート・ローズ             | 一塁手   | 野球賭博により、球界から永久追放処分             |
| 20   | 303    | クリスティ・マシューソン   | 投手     | 創設1年目に得票率84%で選出                       |
| 21   | 301    | ミッキー・マントル         | 中堅手   | 候補1年目に得票率88%で選出                       |
| 22   | 293    | ミゲル・カブレラ           | 一塁手   | 現役選手                                         |
| 23   | 279    | トニー・グウィン           | 右翼手   | 候補1年目に得票率98%で選出                       |
| 24   | 277    | チャーリー・ゲーリンジャー | 二塁手   | 候補6年目の決選投票、得票率85%で選出             |
| 25   | 271    | ティム・キーフ             | 投手     | 19世紀にプレー、ベテランズ委員会選考により選出   |
| 26   | 269    | ジョー・ディマジオ         | 中堅手   | 候補4年目に得票率89%で選出                       |
| 27   | 268    | ウェイド・ボッグス         | 三塁手   | 候補1年目に得票率92%で選出                       |
| 28   | 266    | スティーブ・カールトン     | 投手     | 候補1年目に得票率96%で選出                       |
| 29   | 264    | ナップ・ラジョイ           | 二塁手   | 創設2年目に得票率84%で選出                       |
| 30   | 260    | ウォーレン・スパーン       | 投手     | 候補1年目に得票率83%で選出                       |
| 31   | 257    | ピート・アレクサンダー     | 投手     | 創設3年目に得票率81%で選出                       |
| 31   | 257    | ノーラン・ライアン         | 投手     | 候補1年目に得票率98%で選出                       |
| 31   | 257    | トリス・スピーカー         | 中堅手   | 創設2年目に得票率82%で選出                       |
| 34   | 256    | ジョン・クラークソン       | 投手     | 19世紀にプレー、ベテランズ委員会選考により選出   |
| 35   | 254    | グレッグ・マダックス       | 投手     | 候補1年目に得票率97%で選出                       |
| 36   | 253    | ポール・ウェイナー         | 右翼手   | 候補5年目に得票率83%で選出                       |
| 37   | 250    | エディ・コリンズ           | 二塁手   | 創設4年目に得票率78%で選出                       |
| 37   | 250    | マイク・シュミット         | 三塁手   | 候補1年目に得票率97%で選出                       |
| 39   | 244    | トム・シーバー             | 投手     | 候補1年目に得票率99%で選出                       |
| 40   | 243    | ロッド・カルー             | 二塁手   | 候補1年目に得票率91%で選出                       |
| 41   | 236    | カル・リプケン・ジュニア   | 遊撃手   | 候補1年目に得票率99%で選出                       |
| 42   | 235    | ケン・グリフィー・ジュニア | 中堅手   | 候補1年目に得票率99%で選出                       |
| 42   | 235    | イチロー                   | 右翼手   | 2025年から候補者に加わる                         |
| 42   | 235    | エド・デラハンティ         | 左翼手   | 19世紀にプレー、ベテランズ委員会選考により選出   |
| 45   | 234    | ジャスティン・バーランダー | 投手     | 現役選手                                         |
| 46   | 233    | レフティ・グローブ         | 投手     | 候補4年目に得票率76%で選出                       |
| 46   | 233    | キッド・ニコルズ           | 投手     | 19世紀にプレー、ベテランズ委員会選考により選出   |
| 48   | 231    | ロベルト・クレメンテ       | 右翼手   | 事故死による特別投票、得票率93%で選出            |
| 49   | 227    | サンディー・コーファックス | 投手     | 候補1年目に得票率87%で選出                       |
| 49   | 227    | ヨギ・ベラ                 | 捕手     | 候補2年目に得票率86%で選出                       |
| 51   | 226    | イバン・ロドリゲス         | 捕手     | 候補1年目に得票率76%で選出                       |
| 51   | 226    | マニー・ラミレス           | 左翼手   | 候補7年目は得票率29%で落選                       |
| 51   | 226    | アル・シモンズ             | 左翼手   | 候補9年目に得票率75%で選出                       |
| 54   | 223    | フランク・ロビンソン       | 右翼手   | 候補1年目に得票率89%で選出                       |
| 55   | 222    | ボブ・ギブソン             | 投手     | 候補1年目に得票率84%で選出                       |
| 56   | 220    | チャールズ・ラドボーン     | 投手     | 19世紀にプレー、ベテランズ委員会選考により選出   |
| 57   | 216    | メル・オット               | 右翼手   | 候補3年目に得票率87%で選出                       |
| 58   | 215    | カール・ヤストレムスキー   | 左翼手   | 候補1年目に得票率95%で選出                       |
| 59   | 214    | ジョニー・ベンチ           | 捕手     | 候補1年目に得票率96%で選出                       |
| 59   | 214    | マリアノ・リベラ           | 投手     | 候補1年目に得票率100%で選出                      |
| 61   | 211    | ジョージ・ブレット         | 三塁手   | 候補1年目に得票率98%で選出                       |
| 62   | 209    | ブラディミール・ゲレーロ   | 右翼手   | 候補2年目に得票率93%で選出                       |
| 62   | 209    | ホワイティ・フォード       | 投手     | 候補2年目に得票率78%で選出                       |
| 64   | 207    | マイク・ピアッツァ         | 捕手     | 候補4年目に得票率83%で選出                       |
| 65   | 206    | ペドロ・マルティネス       | 投手     | 候補1年目に得票率91%で選出                       |
| 66   | 204    | クレイトン・カーショウ     | 投手     | 現役選手                                         |
| 67   | 203    | パッド・ガルヴィン         | 投手     | 19世紀にプレー、ベテランズ委員会選考により選出   |
| 68   | 202    | サミー・ソーサ             | 右翼手   | 候補10年目に得票率19%で落選、資格喪失            |
| 69   | 200    | ジョージ・シスラー         | 一塁手   | 候補4年目に得票率86%で選出                       |
| 69   | 200    | ジョー・メドウィック       | 左翼手   | 候補9年目に得票率85%で選出                       |
| 71   | 198    | ミッキー・ウェルチ         | 投手     | 19世紀にプレー、ベテランズ委員会選考により選出   |
| 72   | 195    | ジム・マコーミック         | 投手     | 19世紀にプレー、殿堂入り出来ず                   |
| 73   | 194    | ロベルト・アロマー         | 二塁手   | 候補2年目に得票率90%で選出                       |
| 73   | 194    | フランク・トーマス         | 一塁手   | 候補1年目に得票率84%で選出                       |
| 73   | 194    | チャック・クライン         | 中堅手   | ベテランズ委員会選考により選出                   |
| 76   | 193    | ジム・パーマー             | 投手     | 候補1年目に得票率93%で選出                       |
| 77   | 192    | ハリー・ハイルマン         | 右翼手   | 候補12年目に得票率77%で選出                      |
| 78   | 191    | ジェシー・バーケット       | 左翼手   | 19世紀にプレー、ベテランズ委員会選考により選出   |
| 79   | 189    | ウィリー・キーラー         | 右翼手   | 19世紀にプレー、候補4年目に得票率76%で選出       |
| 80   | 188    | ハンク・グリーンバーグ     | 一塁手   | 候補9年目に得票率85%で選出                       |
| 81   | 187    | エイモス・ルーシー         | 投手     | 19世紀にプレー、ベテランズ委員会選考により選出   |
| 81   | 187    | エディ・プランク           | 投手     | ベテランズ委員会選考により選出                   |
| 83   | 186    | キャップ・アンソン         | 一塁手   | 19世紀にプレー、ベテランズ委員会選考により選出   |
| 84   | 185    | フランキー・フリッシュ     | 二塁手   | 候補6年目に得票率84%で選出                       |
| 85   | 181    | リッキー・ヘンダーソン     | 左翼手   | 候補1年目に得票率95%で選出                       |
| 85   | 181    | チッパー・ジョーンズ       | 三塁手   | 候補1年目に得票率97%で選出                       |
| 85   | 181    | ロビンソン・カノ           | 二塁手   | 現役選手                                         |
| 88   | 180    | ボブ・フェラー             | 投手     | 候補1年目に得票率94%で選出                       |
| 89   | 178    | ラファエル・パルメイロ     | 一塁手   | 候補4年目に得票率4%で落選、資格喪失              |
| 89   | 178    | ハーモン・キルブルー       | 一塁手   | 候補4年目に得票率83%で選出                       |
| 89   | 178    | ビル・ディッキー           | 捕手     | 候補9年目に得票率80%で選出                       |
| 92   | 177    | ゲイロード・ペリー         | 投手     | 候補3年目に得票率77%で選出                       |
| 92   | 177    | トム・グラビン             | 投手     | 候補1年目に得票率92%で選出                       |
| 92   | 177    | マックス・シャーザー       | 投手     | 現役選手                                         |
| 95   | 175    | ジョシュ・ギブソン         | 捕手     | ニグロリーグでプレー、ニグロリーグ特別委員会選出 |
| 95   | 175    | カール・ハッベル           | 投手     | 候補3年目に得票率87%で選出                       |
| 95   | 175    | ジョニー・マイズ           | 一塁手   | ベテランズ委員会選考により選出                   |
| 95   | 175    | トッド・ヘルトン           | 一塁手   | 候補5年目は得票率52%で落選                       |
| 99   | 174    | サム・トンプソン           | 右翼手   | 19世紀にプレー、ベテランズ委員会選考により選出   |
| 100  | 172    | ジョー・モーガン           | 二塁手   | 候補1年目に得票率82%で選出                       |